# ألكسندرا كاوتسكا
ألكسندرا كاوتسكا (من مواليد 25 ديسمبر 2001) هي متسلقة بولندية متخصصة في تسلق السريع. فازت بالميدالية البرونزية في دورة الألعاب الأولمبية الصيفية 2024 في حدث التسلق السريع. شاركت أيضًا في البطولة الأوروبية للتسلق 2022، وحصلت على الميدالية الفضية في حدث التسلق السريع للسيدات. وهي الأخت التوأم ناتاليا كاوتسكا.